# Tschiatura

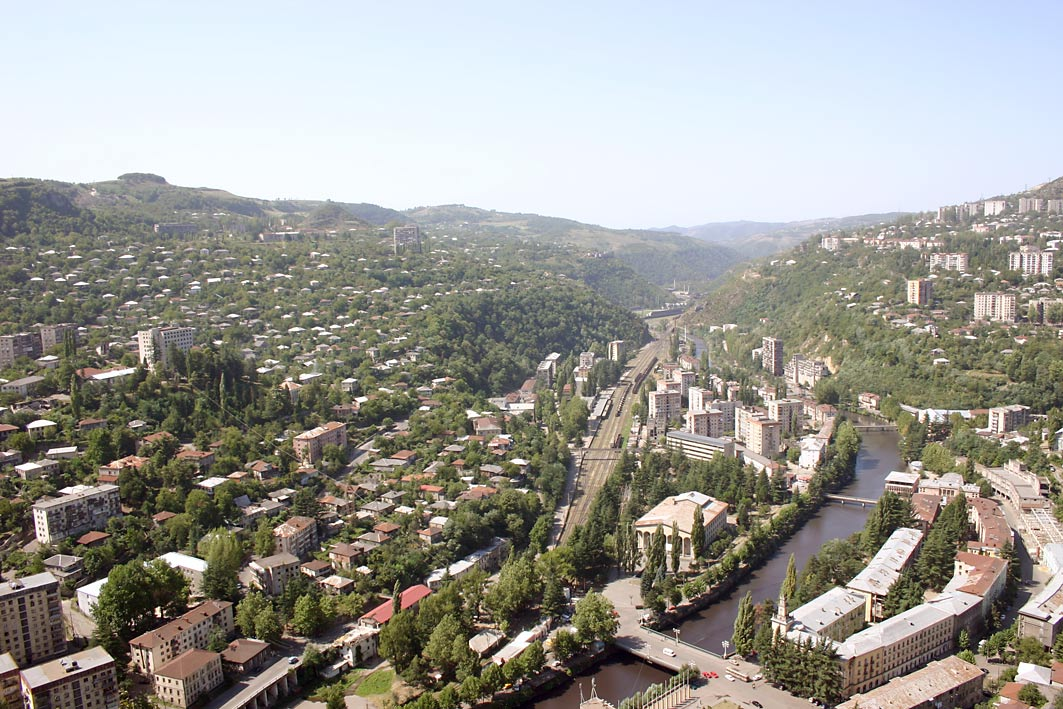
Blick über Tschiatura

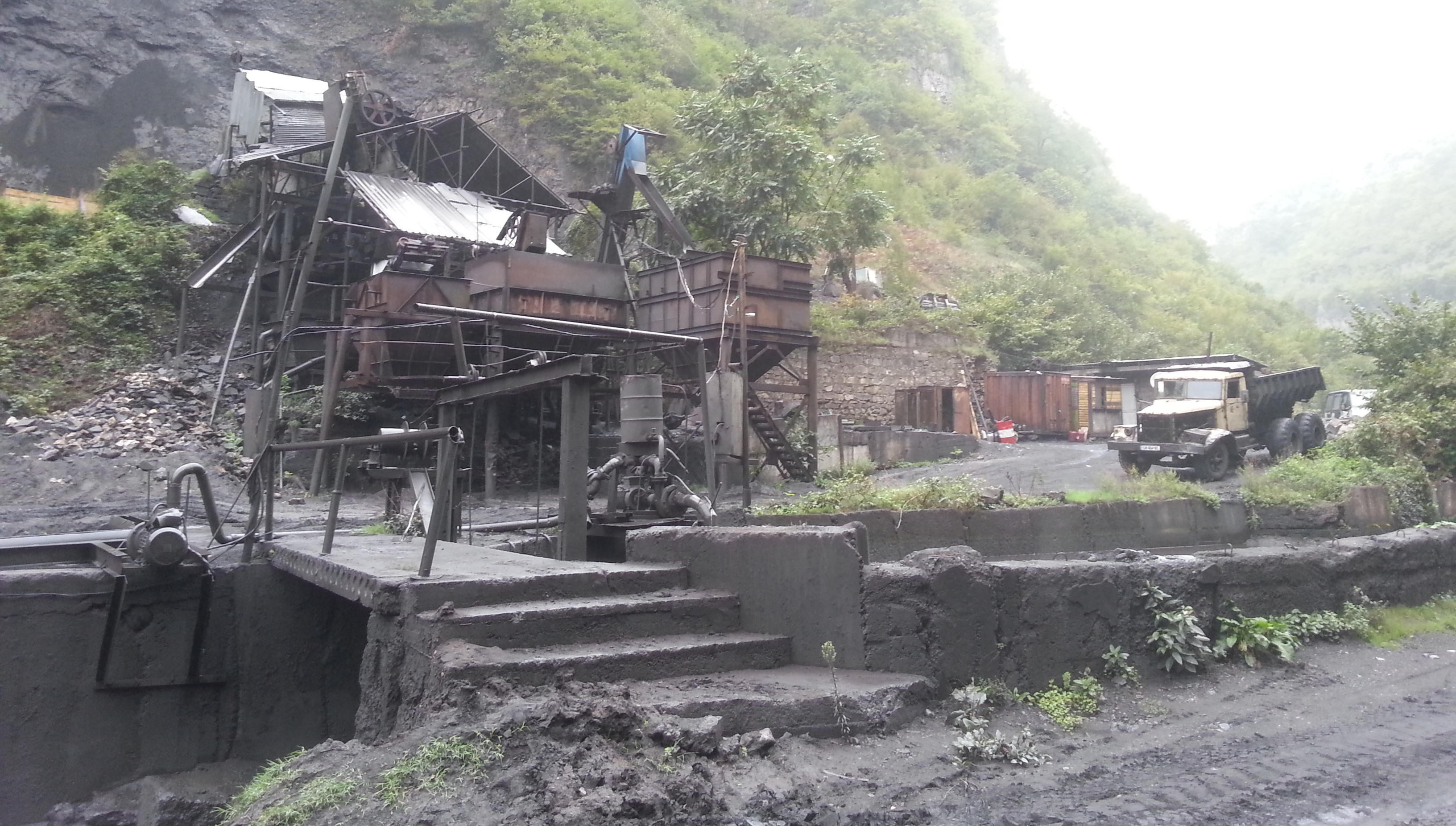
Erzabbau und Verladung in Chiatura, September 2019

Tschiatura (georgisch ჭიათურა) ist eine Stadt in Georgien. Seit Ende des 19. Jahrhunderts ist die Stadt durch den Bergbau geprägt.

## Geografie
Sie liegt in der Region Imeretien, am Fuße des Großen Kaukasus am Fluss Qwirila auf 149 m Höhe über dem Meeresspiegel.
Tschiatura hat 12.803 Einwohner (2014).

## Geschichte
Tschiatura heißt wörtlich übersetzt: „Ein Wurm oder keiner“ und stammt vom bekannten georgischen Autor Akaki Zereteli, der diesen Ausspruch beim Anblick der gewundenen Straßen getan und der Stadt damit den Namen gegeben haben soll.
Seit Ende des 19. Jahrhunderts war sie ein Zentrum des Manganerzabbaus, was auch dazu führte, dass die Bahnstrecke Sestaponi–Satschchere gebaut wurde, die die Stadt 1895 erreichte. Damals war das eine Schmalspurbahn, die dann später auf die landesübliche Breitspur umgespurt wurde. Vor dem Ersten Weltkrieg war Tschiatura das größte Manganerzbergbauzentrum der Welt. Der Anteil am Weltaufkommen betrug fast 40 %, der Anteil am Weltexport lag über 50 %. Ab 1879 waren fast alle Felder in der Hand deutscher Unternehmen. Zu ihnen zählten die Oberhausener Gutehoffnungshütte, die Friedrich Krupp AG, der Schalker Gruben- und Hüttenverein, die Gelsenkirchener Bergwerks-Aktien-Gesellschaft und der Hamburger Kaukasische Grubenverein. Der Großteil des exportierten Manganerzes wurde bis 1914 in Deutschland verarbeitet. Nach der Oktoberrevolution diente es dem Aufbau der sowjetischen und der regionalen Schwerindustrie.
Am 28. August 1924 war die Stadt Ausgangspunkt des August-Aufstands in Georgien, der letzten größeren Rebellion gegen die Herrschaft der Bolschewiki im südlichen Kaukasus.
Seit 1992 war in Tschiatura die Gas-, Wasser und Stromversorgung zusammengebrochen. Strom gibt es seit 2004 wieder. Das Gas- und Wasserleitungsnetz ist inzwischen völlig verrottet. Wasser fließt alle drei bis fünf Tage für etwa 30 Minuten. Trinkwasser muss in Kanistern aus Quellen und einigen wenigen Brunnen in der Stadt herbeigeschafft werden. Wohnungen, auch in Hochhäusern, werden mit Holzöfen beheizt. Durch die Situation hat sich die Einwohnerzahl fast halbiert.

## Kultur und Bildung
In Tschiatura gibt es das Zereteli-Staatstheater, zehn Schulen, eine Fakultät der Georgischen Technischen Universität sowie die Mgwimewi Kathedrale (10. bis 11. Jahrhundert).

## Verkehr

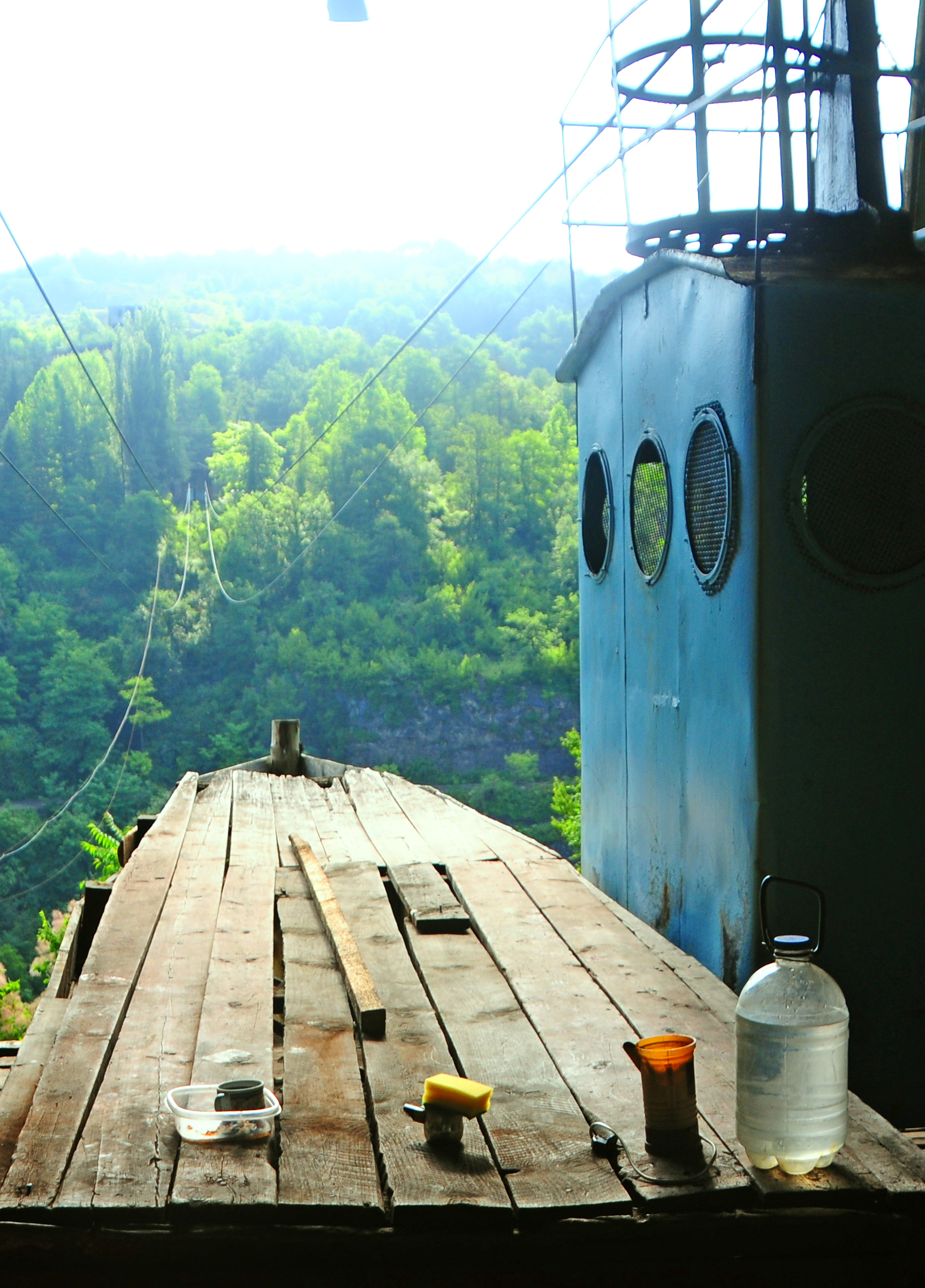
Eine der alten Seilbahnen in Tschiatura

Die georgische Eisenbahn, Sakartwelos Rkinigsa, bedient im Personenverkehr die Stadt täglich mit zwei Zugpaaren, die zwischen Satschchere und Kutaissi verkehren und sie mit der Hauptstrecke Poti–Baku verbinden.
Wichtiges öffentliches Transportmittel in der Stadt waren die vom Bergbauunternehmen betriebenen Seilbahnen, die an verschiedenen Seilbahnhöfen zusammentrafen. Sie verbanden die an den steilen Talhängen gelegenen Wohnquartiere mit dem Tal. Von den einst 26 Personenseilbahnen und über 50 Materialseilbahnen waren 2018 noch 11 Personen- und 7 Materialseilbahnen in Betrieb. 24 der Seilbahnen für den Personen- und 50 für den Materialtransport wurden von Giorgi Pantsulaia geplant und erbaut.
Nachdem die letzten beiden Personenbahnen aus Sicherheitsgründen im August 2019 außer Betrieb gestellt worden waren, blieben nur noch fünf Materialbahnen in Betrieb. Ab 2021 wurden vier neu errichtete Linien mit einem zentralen Umsteigepunkt in Betrieb genommen. Anfang 2025 eröffnete die sanierte Seilbahn nach Sashevardno, die Linie 25 befindet sich (Stand: August 2025) im Renovierung.
2008 wurde der Oberleitungsbus-Betrieb in der Stadt eingestellt.

## Wirtschaft
Nahe der Stadt liegen umfangreiche Manganerzvorkommen, die seit 1877 unter Tage abgebaut werden. Das staatliche Bergwerk Tschiaturmanganumi hat in den 1990er Jahren Konkurs angemeldet. 2004 wurde es für 12,5 Millionen US-Dollar an die russische Firma EvrazHolding verkauft.

## Söhne und Töchter
- Grigol Abaschidse (1914–1994), Dichter
- Levan Gelbakhiani (* 1997), Schauspieler und Tänzer